# 林基
林 基（はやし もとい、1914年3月15日 - 2010年11月18日、旧姓:渡辺）は、日本の歴史学者。専修大学文学部名誉教授。専攻は日本近世史、特に百姓一揆の研究で知られるが、西欧及び東欧諸国の歴史書も多数翻訳した。

## 来歴

### 出生から戦前まで
東京市芝区田村町出身。父・八十吉は米卸商を営み、関東大震災を機に実業家へ転身し芝信用金庫を興した。小学校卒業後、東京府立第一中学校・府立高等学校に進学するも、マルクス主義の読書会に関わった廉で官憲に一時拘束されたことや、病気休学などにより府立高校を中退。このため、慶應義塾大学予科に入り直し、同大学文学部国史学科を1940年に卒業する。大学在学中は幸田成友に師事し日欧通交史を研究した。中高生時代既に英・独・仏各語に通暁していたが、通交史研究に当たってはオランダ語やポルトガル語、スペイン語も学んだという。また、大学生の時から歴史学研究会にも参加するなど、後の歴史学者としての素地を培うことになる。1943年に林晴と結婚したことに伴い、林と改姓。

### 戦後
1946年日本共産党へ入党。石母田正や松本新八郎、藤間生大らとともに民主主義科学者協会歴史部会を立ち上げ、国民的歴史学運動のイデオローグとして、同会機関誌『歴史評論』の編集長を1960年代半ば頃まで務めた。この間、ソビエト科学アカデミーの『世界史』全32巻を監訳したほか、1963年から翌年にかけてレニングラード大学に出講。ソ連から帰国後の1966年には、当時新設されたばかりの専修大学文学部教授に就き、1984年の定年まで勤務。
2010年11月18日、呼吸不全のため死去。96歳。

## エピソード
- 折に触れては「日本史も世界史のターム（概念）で語られなくてはいけない」と語っていた[2]。
- 数万冊もの蔵書を書庫に置く程の愛書家で、このうち百姓一揆関連の図書・資料は2008年頃、「義民の里」として有名な長野県青木村へ寄贈、2010年4月以降、同村歴史文化資料館にて林基文庫として保存・公開している[2]。

## 主著
- 『百姓一揆の伝統』（1955年、続編を1971年に刊行）
- 『国民の歴史16 享保と寛政』（1971年）
- 『近世民衆史の史料学』（2001年）